# Mesure de résultat
Une mesure de résultat (outcome measure en anglais), ou critère de jugement, est une donnée médicale déterminée pour mesurer l'efficacité d'un essai clinique en médecine.
Une mesure de résultat doit être pertinente, en accord avec l’objectif de l’étude clinique, bien définie, quantifiable, facile à mesurer.
Elle peut porter sur des tests de laboratoire (prise de sang, biopsie etc.) ou des mesures cliniques (testing musculaire, poids, survenue d'une pathologie etc.). Les mesures peuvent être rapportées par les patients eux-mêmes (PROM, patients reported outcome measures, mesures de résultat rapportées par les patients), par exemple réponses à un questionnaire de qualité de vie.
Lors d'un essai clinique, on détermine une mesure de résultat primaire, qui conditionne la validation du traitement ou de l'intervention étudié, et des mesures secondaires, tertiaires etc. qui complètent le résultat. On peut aussi parler de résultats axés sur les patients. 